# Lennart Lindgren (ekolog)
Ivar Lennart Lindgren, född 1 maj 1940, är en svensk ekolog samt tidigare ämbetsman och generalsekreterare för Rädda Barnen.

## Biografi
Lindgren växte upp i Blidsberg norr om Ulricehamn. Han tog studentexamen i Falköping och studerade sedan botanik, zoologi och geografi i Göteborg med sikte på att bli lärare. Han fortsatte dock med forskarstudier i Lund och avlade fil.lic.-examen med fokus på bokskogens ekologi.
Han blev därefter byrådirektör på Naturvårdsverket och senare departementsråd på Jordbruksdepartementet med ansvar för skog, fiske, rennäring och tillämpning av vattenlagen. Han var därefter en tid vd för försäkringsbolaget Agria. Lindgren var mellan 1992 och 1997 generalsekreterare för Rädda Barnen. Under sin tid som generalsekreterare var han bland annat en av undertecknarna till det upprop 1993 som senare blev organisationen Män för jämställdhet med syfte att engagera män mot mäns våld mot kvinnor.
År 2001 utsågs han till vd för naturreservatet Stora Karlsö.
Lindgren bor sedan 2004 i Visby och har där haft olika ledande poster bland annat i Bergmancenter, Kultudralen och Körsbärsgårdens konsthall.

### Familj
Lindgren är (2023) sambo med musikern Merit Hemmingson.